# Universitat de Música i Dansa de Pyongyang
La Universitat de Música i Dansa de Pyongyang (en coreà: 김원균 평양 음악 대학) és una institució acadèmica especialitzada en les arts escèniques ubicada al districte Taedonggang de Pyongyang, la capital de Corea del Nord.

## Història
La Universitat va néixer després de la fusió del Col·legi de Dansa de Pyongyang, fundat l'any 1949, amb l'Escola Superior d'Art de Pyongyang, creada el 1972. Anys després, es va començar a ampliar el complex fins a la seva finalització el 2010, data en què Kim Jong-il la va inaugurar al costat de la cúpula militar les renovades instal·lacions.
La universitat ha estat guardonada amb diversos premis per aplicar el pensament juche en obres d'art i espectacles. Les seves instal·lacions inclouen una orquestra completa i una sala de música de 5.500 metres quadrats. El sistema educatiu de la universitat es compon de 4 a 5 anys i de 2 a 3 anys els cursos especials.

## Departaments
- Música instrumental nacional
- Música instrumental moderna
- Música vocal
- Dansa i coreografies

## Alumnes destacats
- Kim Ok
- Kim Il-Jin
- Ko Young-hee